# Cleopatra broecki
Cleopatra broecki е вид сладководно коремоного от семейство Paludomidae.

## Разпространение
Видът е разпространен в реките на Демократична република Конго.